# Magnaura
Magnaura (em grego: Μαγναύρα; em latim: Magna Aula; lit. "Grande Salão") era um grande edifício em Constantinopla, considerado por alguns acadêmicos como a sede do senado do Império Bizantino. Localizava-se em frente ao Augusteu, próximo à Basílica de Santa Sofia e ao lado do Portão Calce do Grande Palácio.
Uma porta imponente, descrita por Procópio, provavelmente feita de mármore, levava até um peristilo em torno de um pátio, que levava até a Magnaura; o edifício, uma basílica com três naves, foi usado posteriormente como sala de trono, salão para recepções e, em 849, chegou a ser uma parte transformada em escola (ekpaideutērion) pelo césar Bardas.